# Ingeniero Julio Luengotunnel
De Ingeniero Julio Luengotunnel (Spaans: Túnel de Ingeniero Julio Luengo) is een tunnel voor het wegverkeer op de Spaanse autosnelweg GC-2 in de gemeente Las Palmas, in het noordoosten van Gran Canaria. De Ingeniero Julio Luengotunnle is 1130 m lang; het westelijke deel bestaat uit twee tunnelkokers van elk 600 m lengte, via een dienstgalerij verbonden met het oostelijke deel dat bestaat uit één tunnelkoker van 500 m lang. De vrije hoogte in de tunnel bedraagt 4,50 m. De tunnel ligt tussen de aansluiting met de GC-1 in het oosten en de aansluiting met de GC-23 in het westen.
Adolfo Cañastunnel · Balitotunnel · Candelariatunnel · El Galeóntunnel · El Lechugaltunnel · El Salvajetunnel · Ingeniero Julio Luengotunnel · La Vergatunnel · Los Frailestunnel · Mogántunnel · Montañetotunnel · Motor Grandetunnel · Pico Vientotunnel · Piedra Santatunnel · Pino Secotunnel · Puerto Ricotunnel · Sabinaltunnel · Salto del Negrotunnel · Santo Domingotunnel · Tauritotunnel · Taurotunnel · Tiritañatunnel